# Szilas (Szlovákia)
Szilas (szlovákul Brestovec) község Szlovákiában, a Nyitrai kerület Komáromi járásában.

## Fekvése
Szilas az Alsó-Csallóközben fekszik, a történelmi Komárom vármegye területén, Nagymegyertől 5 km-re keletre, Komáromtól 30 km-re északnyugatra; közigazgatási területe 7,49 km². A falu csaknem teljesen egybeépült a szomszédos Lakszakállassal.
A Kisalföldön, 110-112 méteres tengerszint feletti magasságban fekszik. Talaját erdőtlenített, berkes-, helyenként sós talaj képezi. Éghajlata meleg és száraz, a napsütés hosszantartó, a telek mérsékelten hidegek.
Szilas közigazgatási területe hosszan elnyúlik északnyugat-délkeleti irányban. Délről Bogya, keletről Lakszakállas, nyugatról pedig Nagymegyer és Ekecs határolja.

## Története

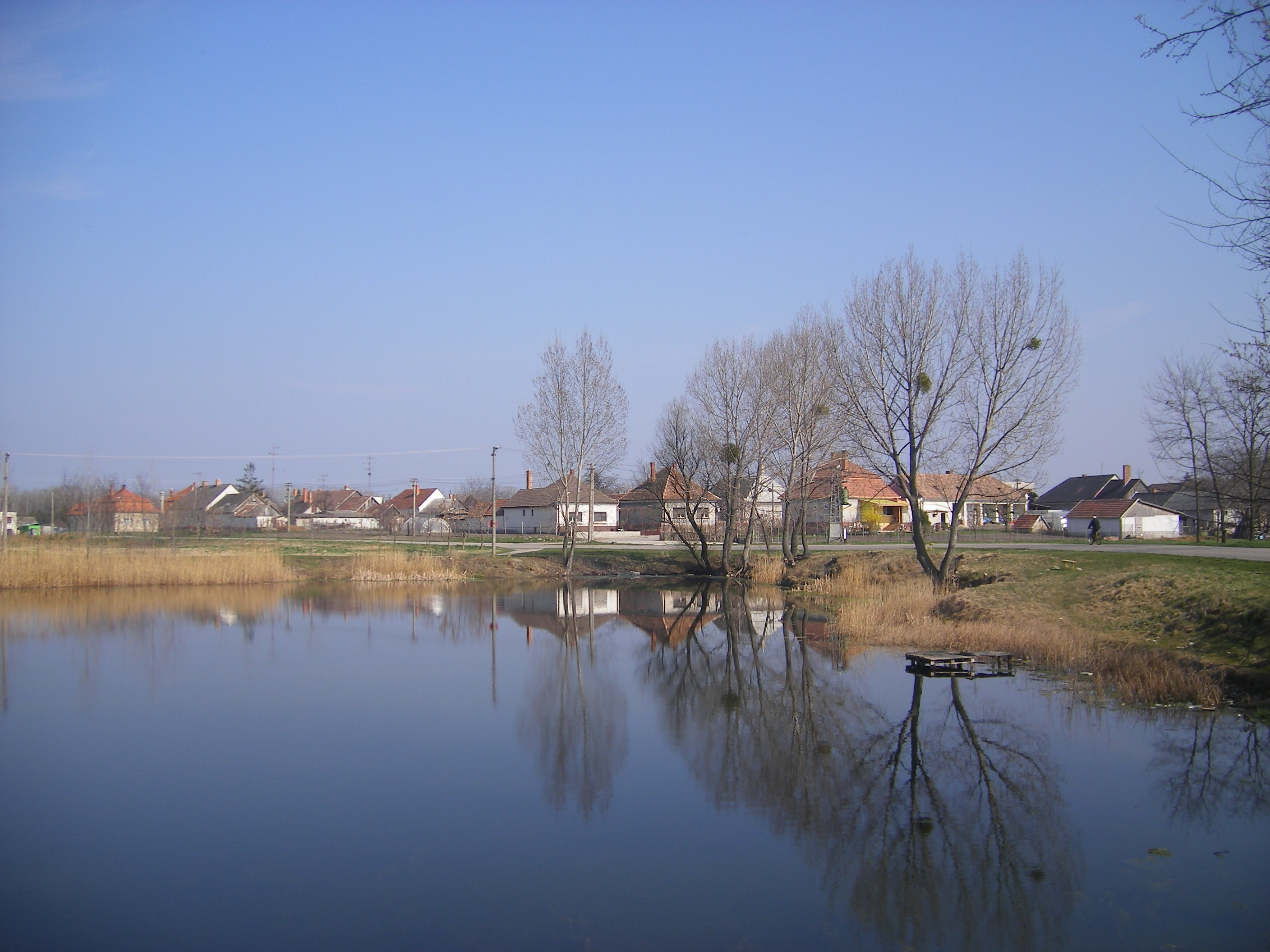
A szilasi tó

A Kerektető-dűlőben népvándorlás kori hamvveder és lándzsahegyek kerültek elő. Szilas határában 1899-ben 10. századi magyar, valamint 10.-11. századi szláv temetkezési helyet találtak. Nevét először IV. László egyik oklevele említi. 1431-ben már a szilasi és laki Pázmány-család a falu birtokosa.
A középkorban Vüstű néven említik. Az érsekléli nemesi székhez tartozó községet a török időkben portyázó csapatok teljesen elpusztítják, majd később Lakszakállas és Apácaszakállas lakói telepítik újra.
Szilas lakossága a reformáció idején áttért az új vallásra, de az ellenreformáció során rekatolizáltak (a környező földek akkoriban az esztergomi érsekség birtokai voltak). A lakosság (a többi Komárom megyei faluhoz hasonlóan) a kurucokat támogatta a Rákóczi-szabadságharc idején. 1786-ban a községet elpusztította az árvíz. 1848-ban 5 szilasi lakos állt be honvédnek.
1848-ban Fényes Elek Komárom vármegye leírása című munkájában így ír Szilasról: Szilas, az érsekléli papnemesi székhez tartozó magyar falu, a posoni országúton belől Komáromhoz 3 1/4 , Ekecstől délre 1/2 mfldnyi távolságra. Kiterjedése 1873 hold, mellyből 905 hold szántóföld, 16 hold szőlő és gyümölcsös, 426 h. legelő, 390 h. kaszáló, 36 h. belső telek és kertek, 5 h. fűzfás erdő. Földe termékeny fekete porhanyós agyag s minden gabonanemet uzsorával térit vissza. Szőlőskerté közép számítással 300 akót évenkint megterem, s ha mustul eladatik, árára nézve a legjobb hegyi borokkal versenyezhet. Kaszálója s legelője közt sok lapos vizes térség találtatik. Népessége 327 lélek, kik közt reform, férfi 62, nő 48, kath. férfi 110, nő 104, zsidóférfi 2, nő 1. Nemes családfő 60. Van itt egy nagyszerű olajütó, melly évenkint 2000 ft. jövedelmez. Birtokosai: Pázmány, Poda, Kasza, Kossá, Végh, Pálffy, Csóka, nemes hűbérnöki családok.
A 19. század derekáig Szilas területe nagyrészt mocsaras vidék volt. A mai Szilas-rét sokáig feneketlen mocsár volt száraz szigetekkel tarkítva. A mocsarak a szilasi halászoknak és vadászoknak megélhetést, a bujdosóknak menedéket biztosítottak, a legtöbben azonban elkerülték őket. 1854 után, a Waldstein János által alapított Csallóközi Vízszabályozási Társulat csapoltatta le a mocsarakat, melyek helyét szántóföldek foglalták el.
A nemesi székek intézményét 1855-ben megszüntették, Szilas viszont 1875-ig szolgabírói székhely volt. Szilas a trianoni békeszerződésig Komárom vármegye Csallóközi járásához tartozott.
1938-1945 között Szilas ismét Magyarországhoz tartozott. A második világháborúban 10 helyi lakos vesztette életét.
A jogfosztottság évei alatt (1945-48) 5 családot kényszermunkára hurcoltak Csehországba, akik 1948 után hazatérhettek. A Csehszlovákia és Magyarország közt zajló lakosságcsere nem érintette a községet. 1948-ban szlovák nevét Brestovecre változtatták.
A kommunista hatalomátvétel után létrehozott Helyi Nemzeti Bizottságot Pázmány Zoltán nagybirtokos házában helyezték el. 1952-ben a kastélyt háromtantermes iskolává alakították. Egy évvel később megalakult a körzeti iskola Lakszakállason, így hamarosan a szilasi kisiskolát bezárták. Az 1965-ös dunai árvíz (június 21.-július 10.) súlyos károkat okozott Szilason is - számos ház leomlott és megrongálódott (főként az agyagból és vályogból épült régi házak).
1978-ban a kiszáradt egykori Cigánytó helyén községi parkot hoztak létre. Az 1990-es években a községben kiépült a gáz- és vízvezeték.

## Népessége
| Év:            | 1994. | 2004.   | 2014.   | 2024.   |
| -------------- | ----- | ------- | ------- | ------- |
| Emberek száma: | 501   | 486     | 504     | 503     |
| Eltérés:       |       | -2,99 % | +3,70 % | -0,19 % |

| Év:            | 2023. | 2024.   |
| -------------- | ----- | ------- |
| Emberek száma: | 498   | 503     |
| Eltérés:       |       | +1,00 % |

1921-ben 293 lakosa volt, ebből 292 (99,7%) magyar, 1 (0,3%) szlovák nemzetiségű.
2001-ben 484 lakosából 466 (96,3%) magyar, 15 (3,1%) szlovák nemzetiségű volt. Ugyanekkor a községnek 328 római katolikus és 93 református vallású lakosa volt.
2011-ben 473 lakosa volt, ebből 450 magyar és 10 szlovák volt.
2021-ben 485 lakosából, 442 (+11) magyar, 33 (+7) szlovák, (+1) ruszin, 5 egyéb és 5 ismeretlen nemzetiségű volt.

## Nevezetességek

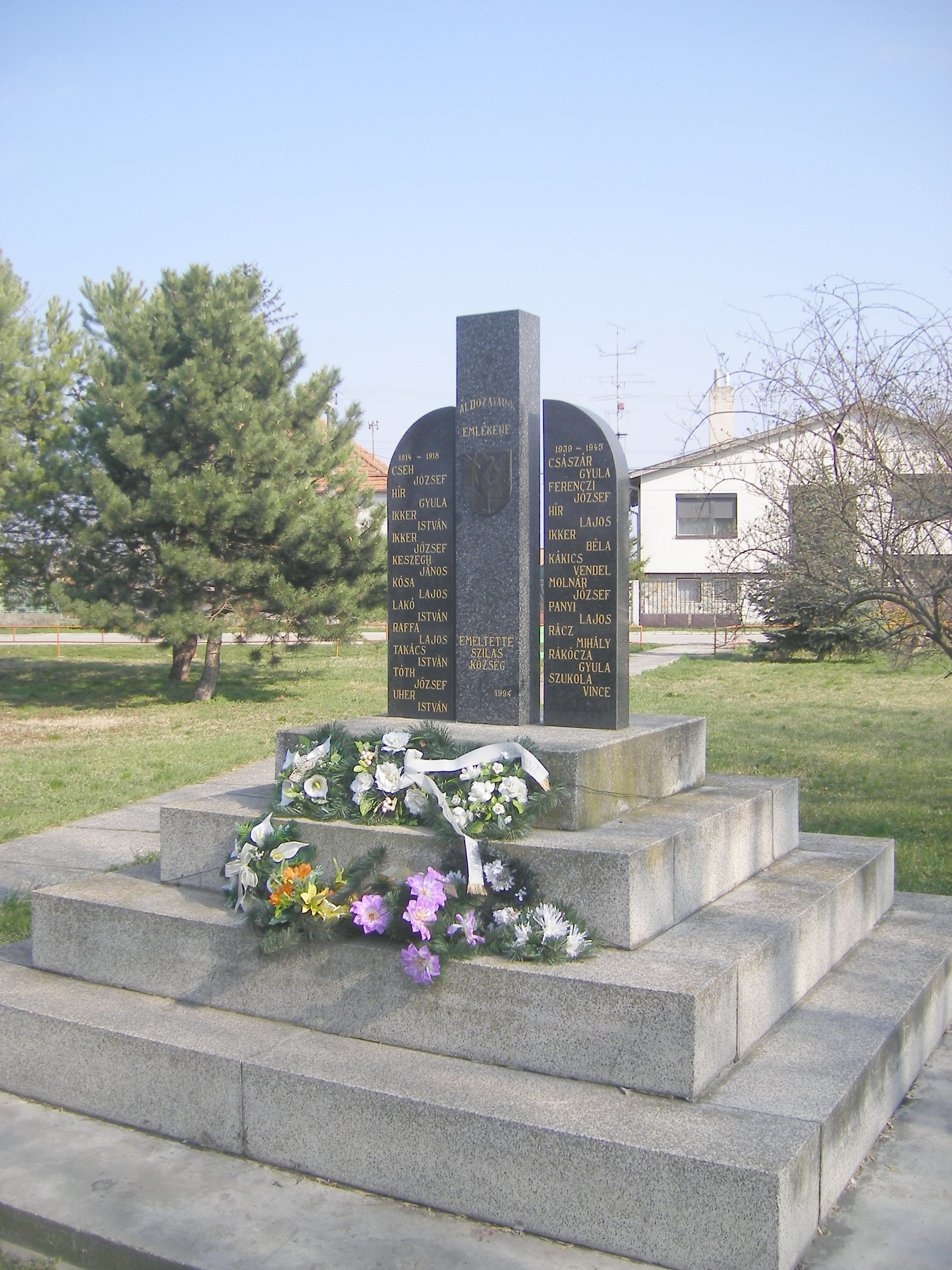
A két világháború áldozatainak emlékműve

- A kastélyt 1905-ben szecessziós stílusban építtette Pázmány Zoltán.
- Az egykori szolgabírói hivatal épülete 1870-ben épült.
- A 176-os házszámú kúriát Végh Dániel építtette 1849-ben.
- A községháza előtt áll egy hatalmas nyári tölgy, amelyet 1896-ban ültettek a millenniumi ünnepségek alkalmából.
- A Pázmány-kastély mögött található régi park részben megmaradt napjainkig, 1955-ben és 1969-ben felújították.
- A községháza melletti parkban áll az 1848-as forradalom és a két világháború áldozatainak emlékműve.
- A faluban református harangláb található, melyet a 19. század második felében emeltek.
- A Lakszakállas felé vezető út mellett lévő szürkemárvány alapzatú út menti keresztet Kasza József emeltette 1929-ben.

## Híres emberek
- Pázmány Zoltán (*1869) a Pécsi Tudományegyetem tanára, rektora és dékánja Szilason élt.
- A szilasi temetőben nyugszik többek között Kollár Zsigmond 1848-49-es honvéd.

## Képtár

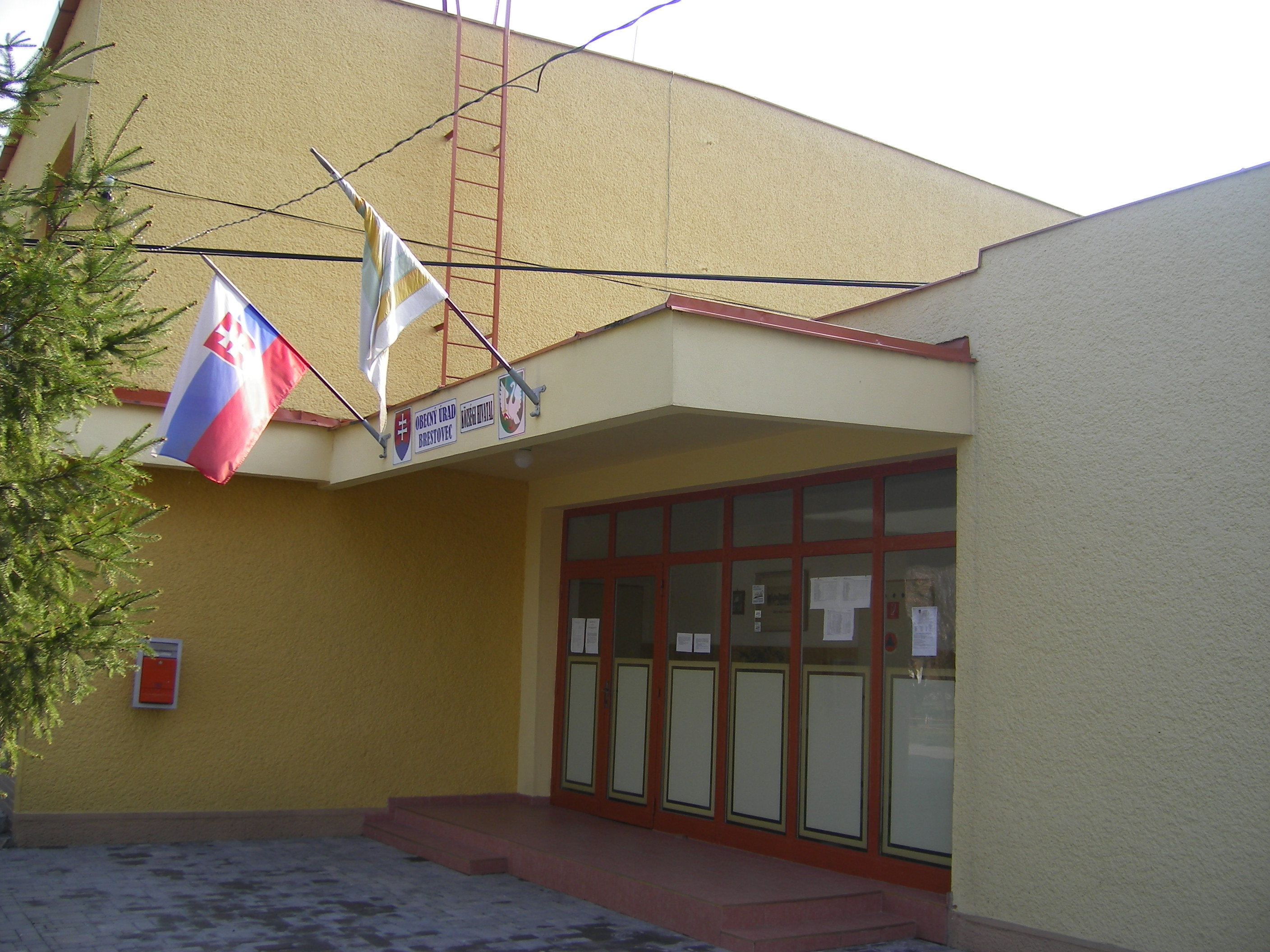
A községi hivatal
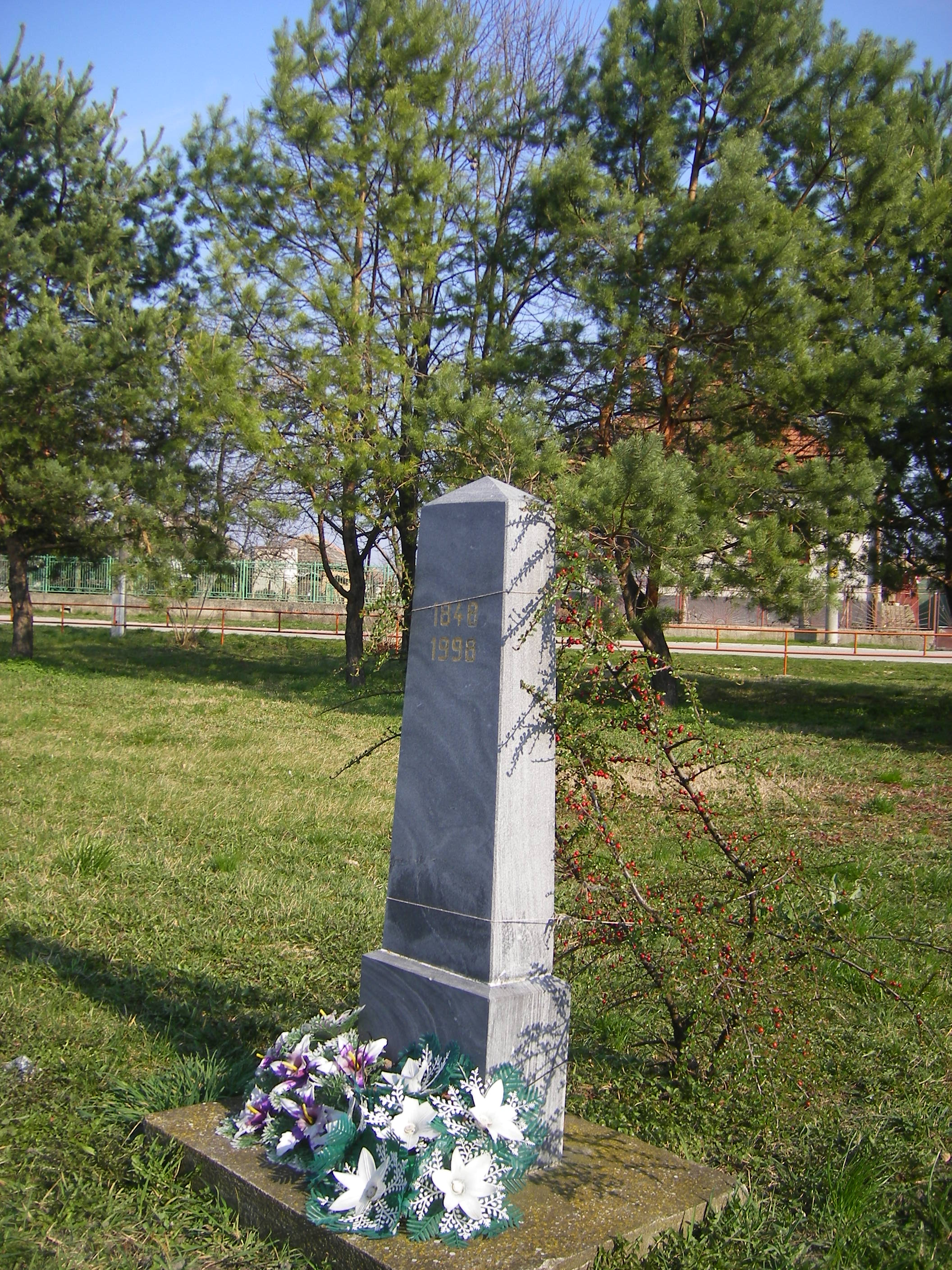
Az 1848-as forradalom emlékműve
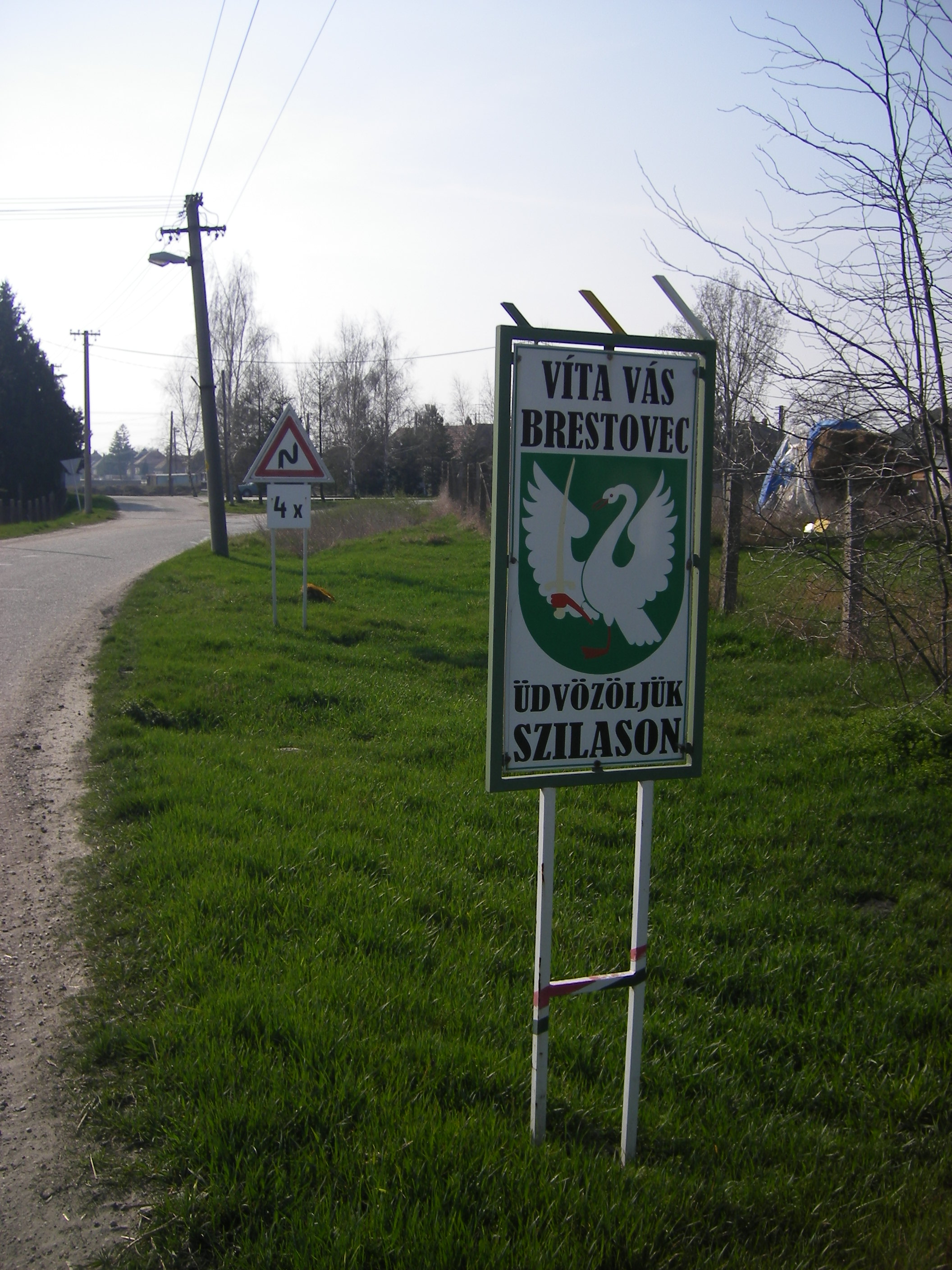
Címeres falutábla
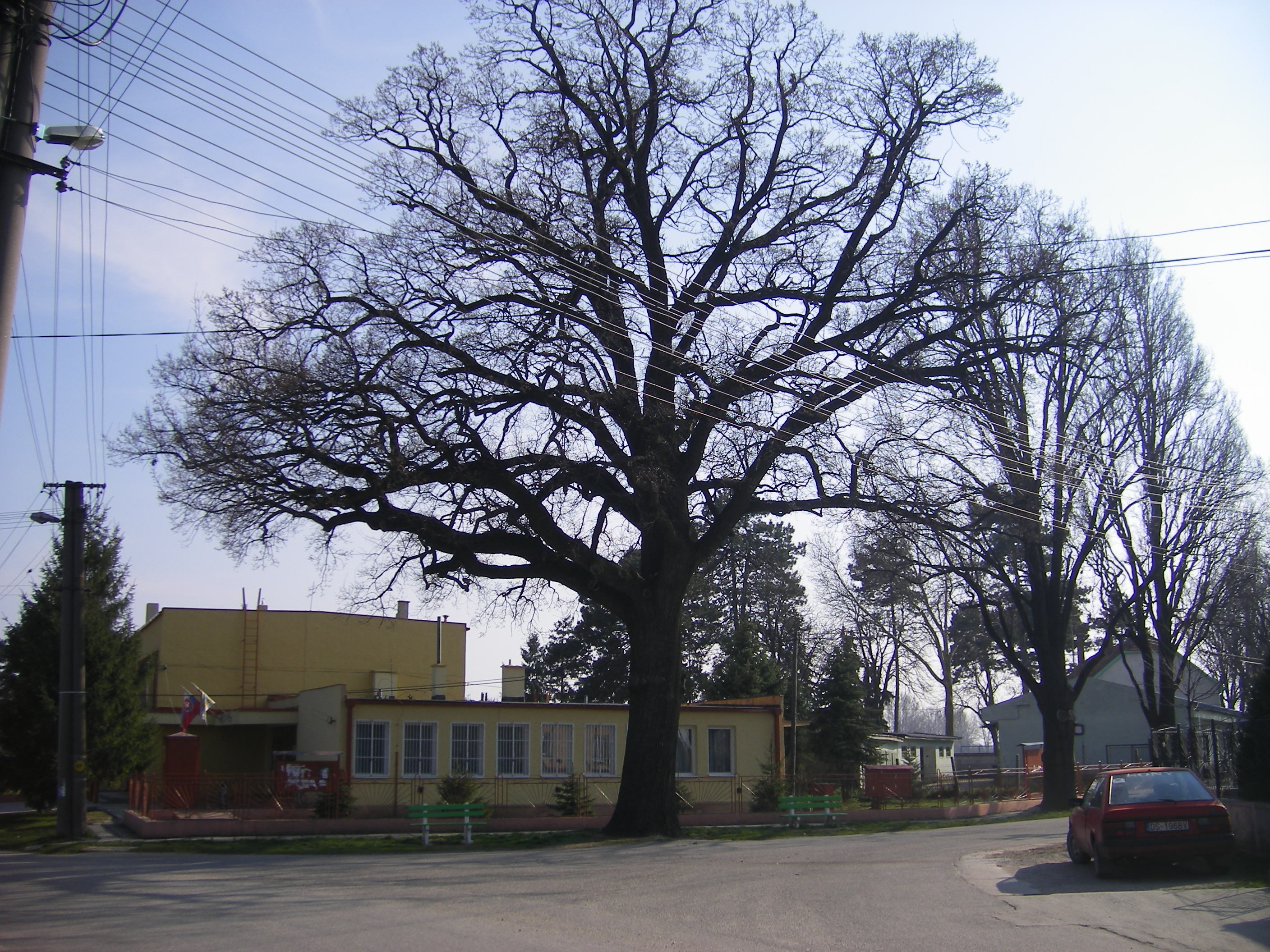
A millenniumi tölgy
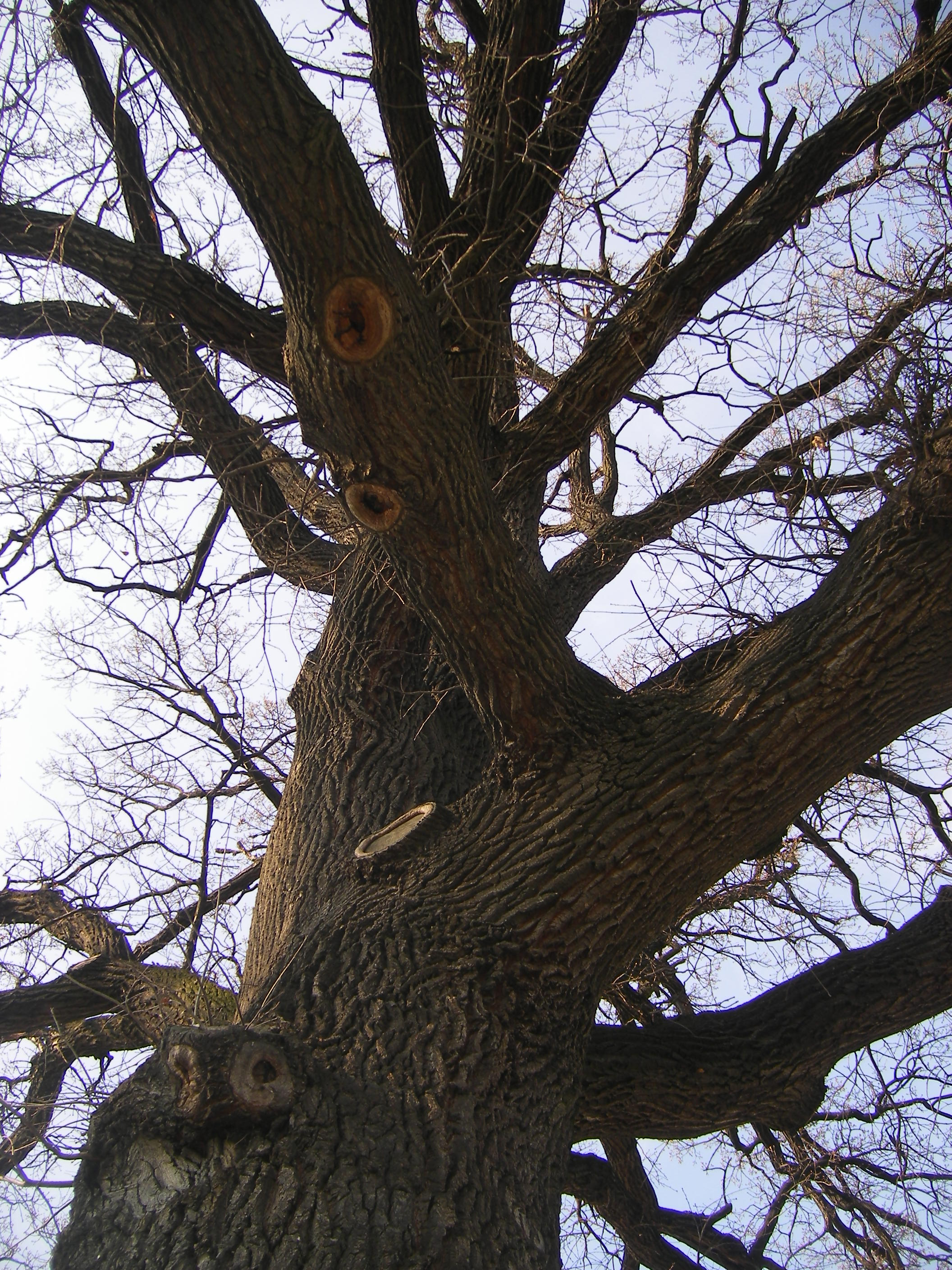
A millenniumi tölgy
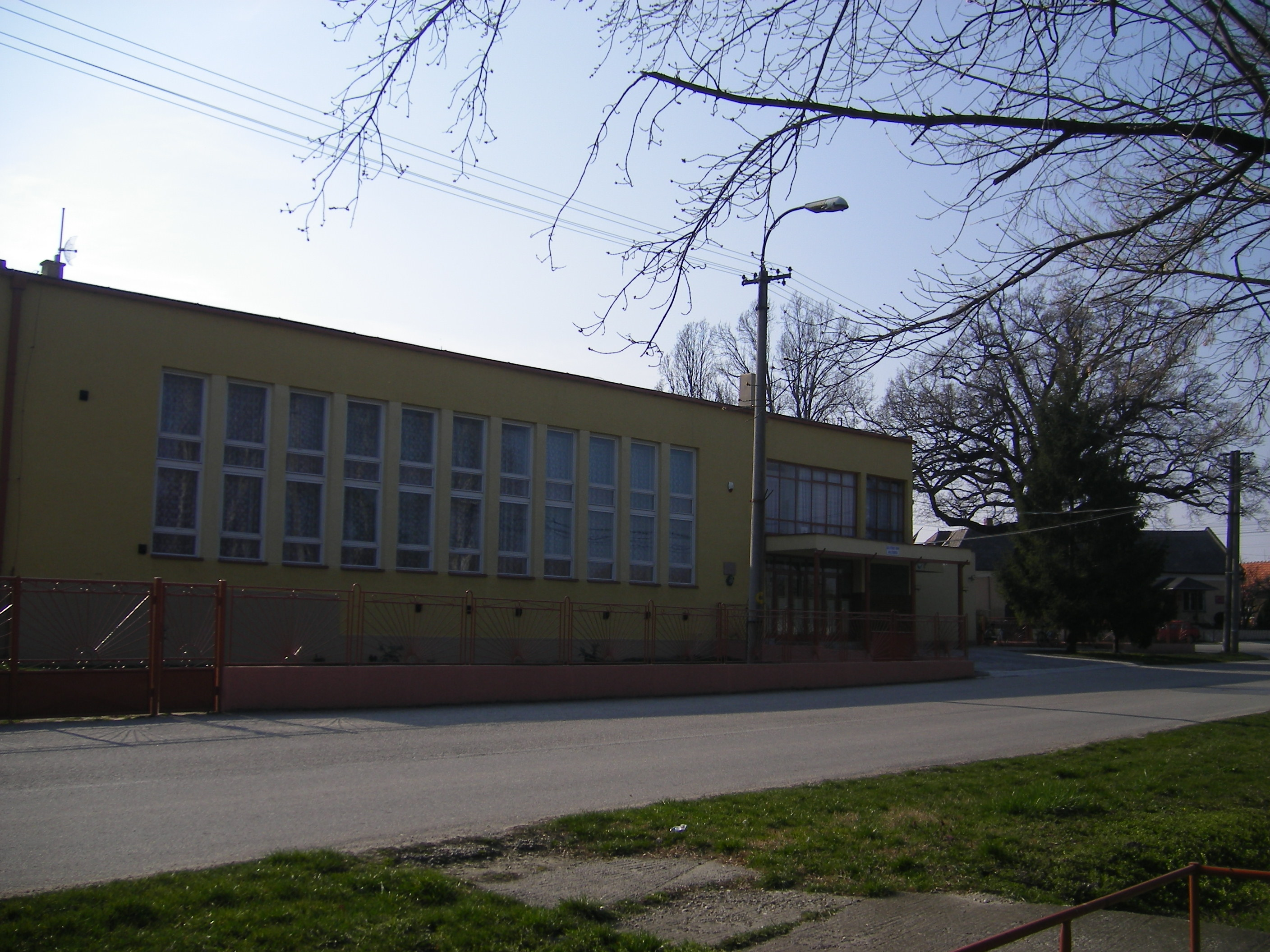
Községi hivatal
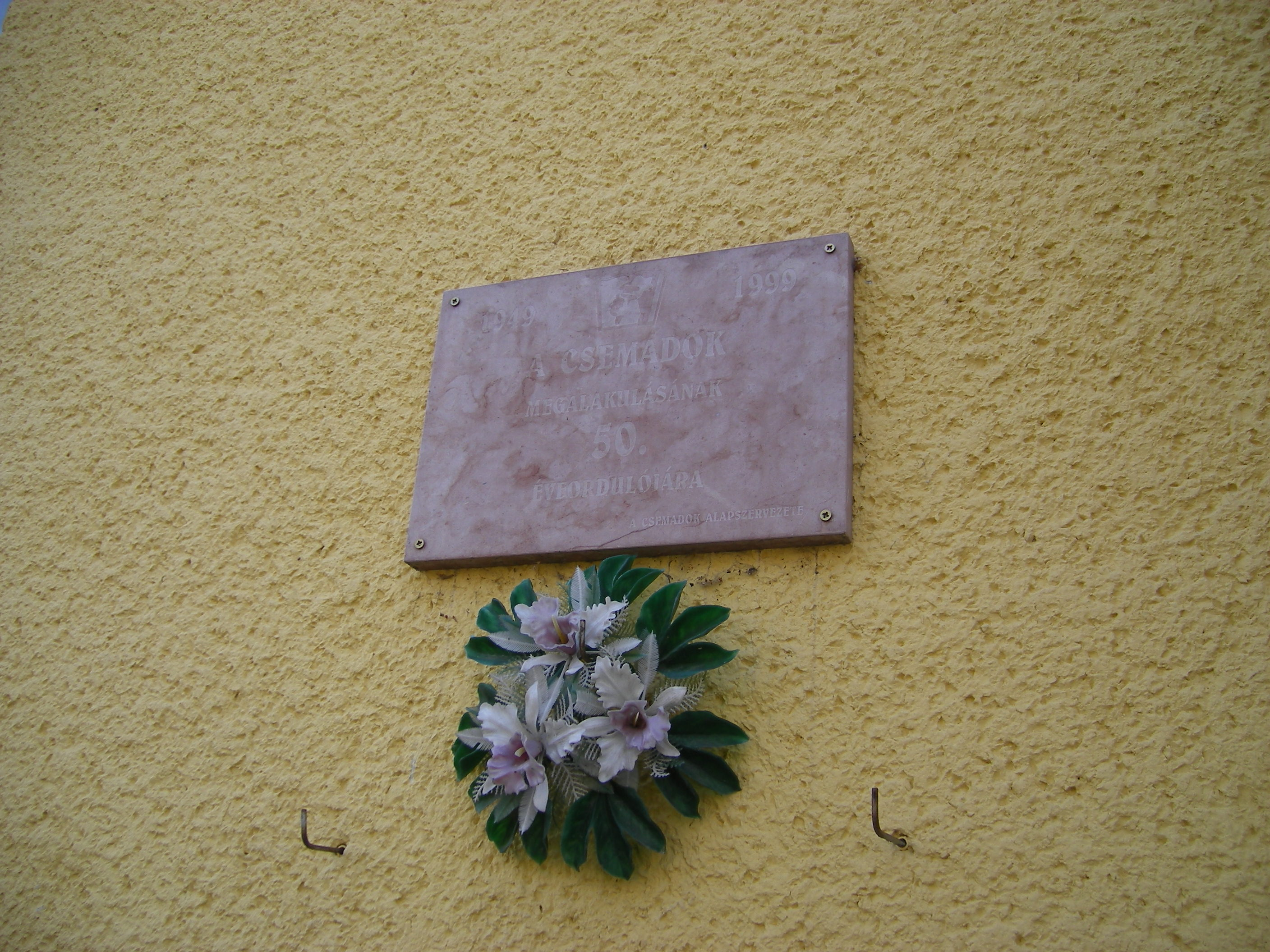
Csemadok-emléktábla (1998)
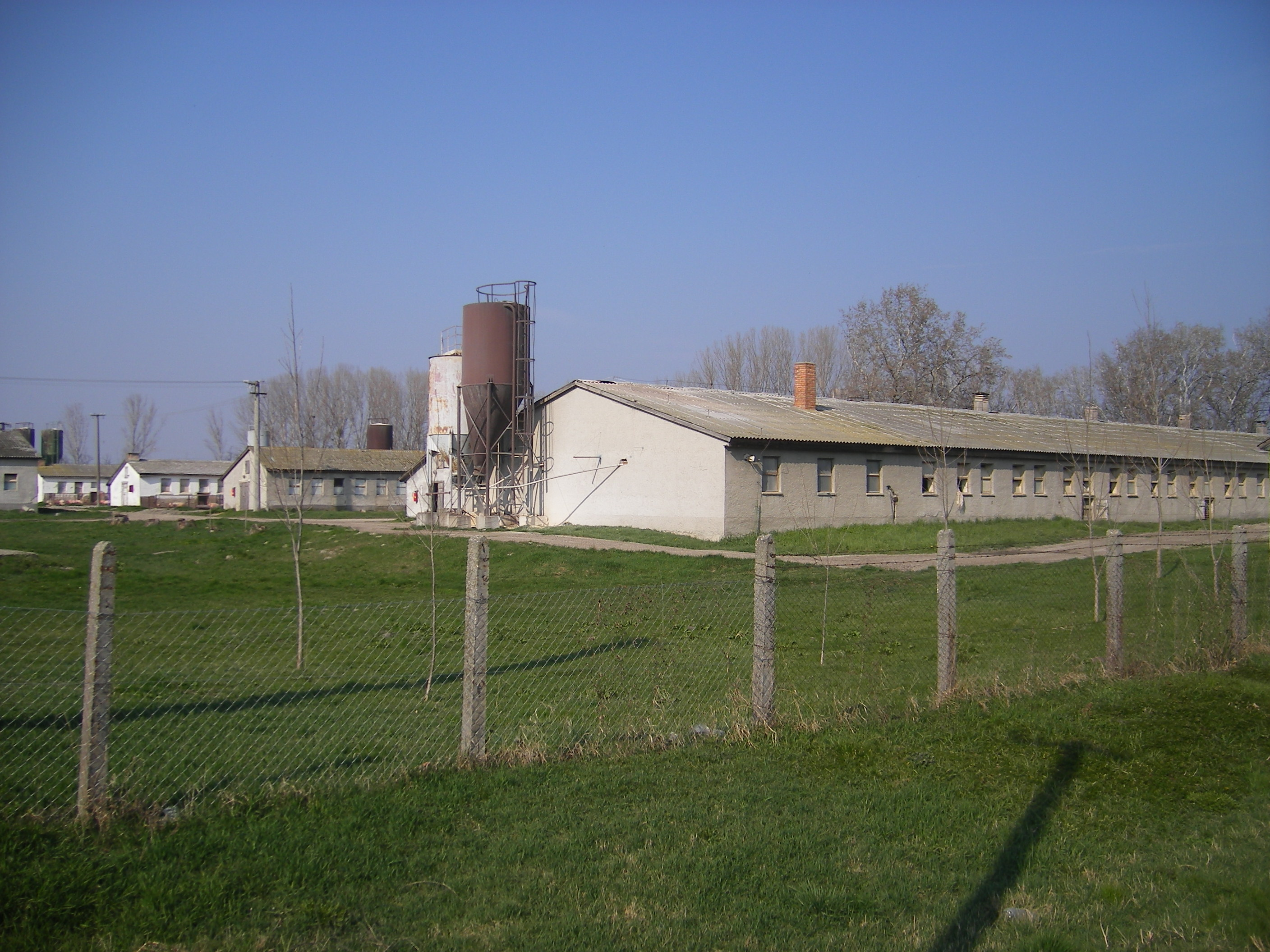
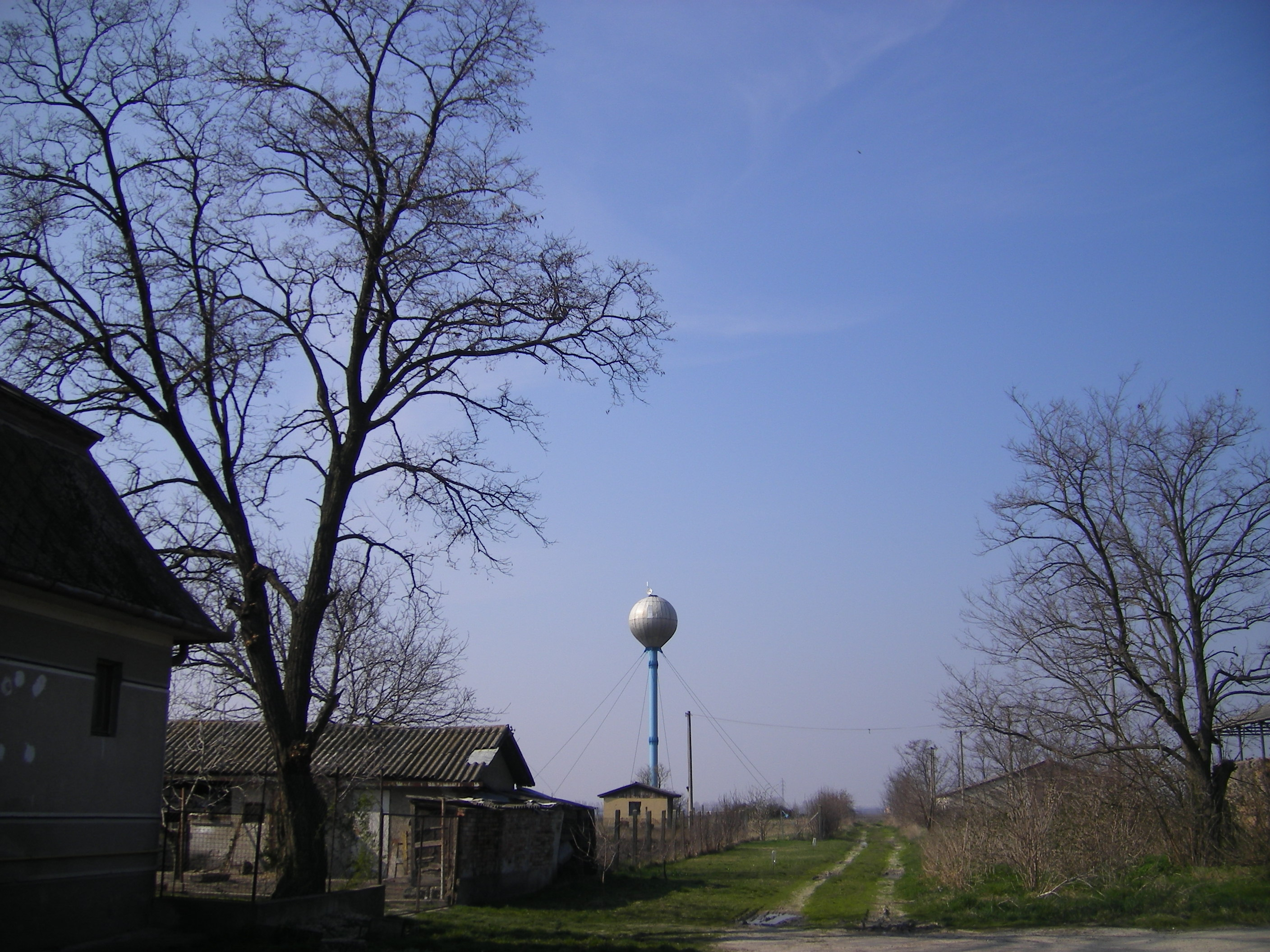
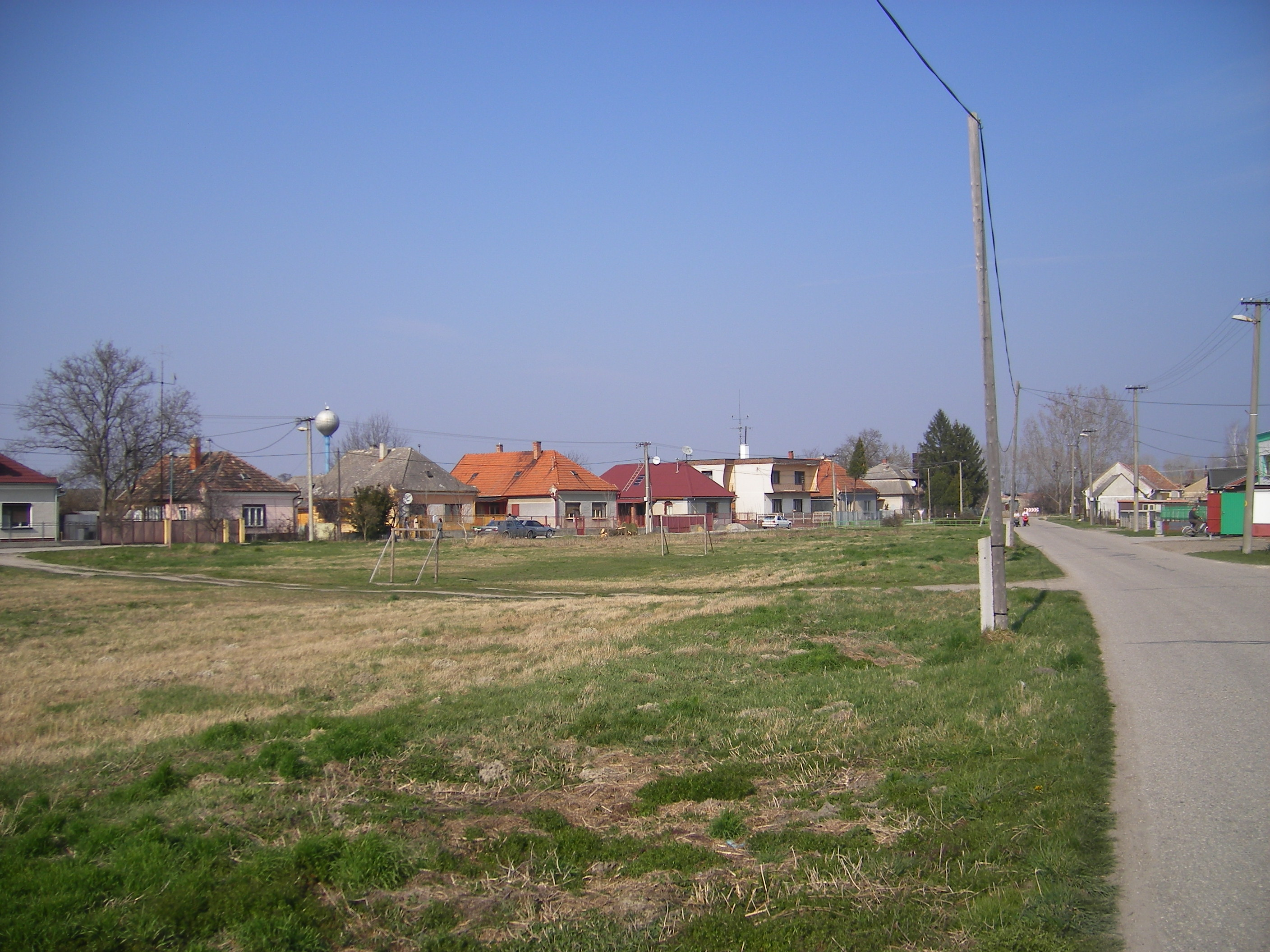

## Testvértelepülés
- Zalagyömörő, Magyarország